# 지방도 제420호선
지방도 제420호선은 강원특별자치도 홍천군 영귀미면 좌운리와 평창군 방림면 멋다리삼거리를 잇는 강원특별자치도의 지방도이다.
시점인 홍천군 동면 좌운리부터 횡성군 갑천면 추동리 구간은 도로가 개설되지 않았으며, 갑천면 매일교부터 둔내면 마암리 구간은 1차선 도로로 통행하기 어렵다.

## 역사
- 2003년 2월 15일 : 지방도 제420호선 동면 ~ 방림선 지정[1]

## 주요 경유지
- 홍천군
  - 영귀미면 (미개통 구간 : 좌운리)

- 횡성군
  - 갑천면 (미개통 구간 : 상동리 - 병지방리 - 전촌리 - 추동리) - 추동리 - 횡성초등학교 당평분교 - 전촌리 - 삼거리 - 율동리 - 갑천면사무소 - 매일교 - 갑천고등학교 - 매일리 - 하대리 - 갑천초등학교 금성분교 - 상대리
  - 둔내면 마암리 - 석문리 - 둔방내리 - 둔내삼거리 - 둔내2교 - 자포교 - 자포곡리 - 두원리 - 웰리힐리파크 - 우용리 - 성목재(해발 850m)

- 평창군
  - 방림면 성목재(해발 850m) - 계촌리 - 교기교 - 수동교 - 방림리 - 멋다리삼거리

## 중복 구간
- 횡성군 갑천면 율동리 ~ 매일교 서단 : 국도 제19호선과 중복
- 횡성군 둔내면 마암리 ~ 둔방내리 : 국도 제6호선과 중복

## 도로명
- 횡성군 갑천면 추동리 ~ 율동리 : 외갑천로
- 횡성군 갑천면 율동리 ~ 갑천면 행정복지센터 : 청정로
- 횡성군 갑천면 갑천면 행정복지센터 ~ 둔내면 마암리 : 갑천로
- 횡성군 둔내면 마암리 ~ 둔방내리 : 경강로
- 횡성군 둔내면 둔방내리 ~ 평창군 방림면 멋다리삼거리 : 고원로